# スフマート

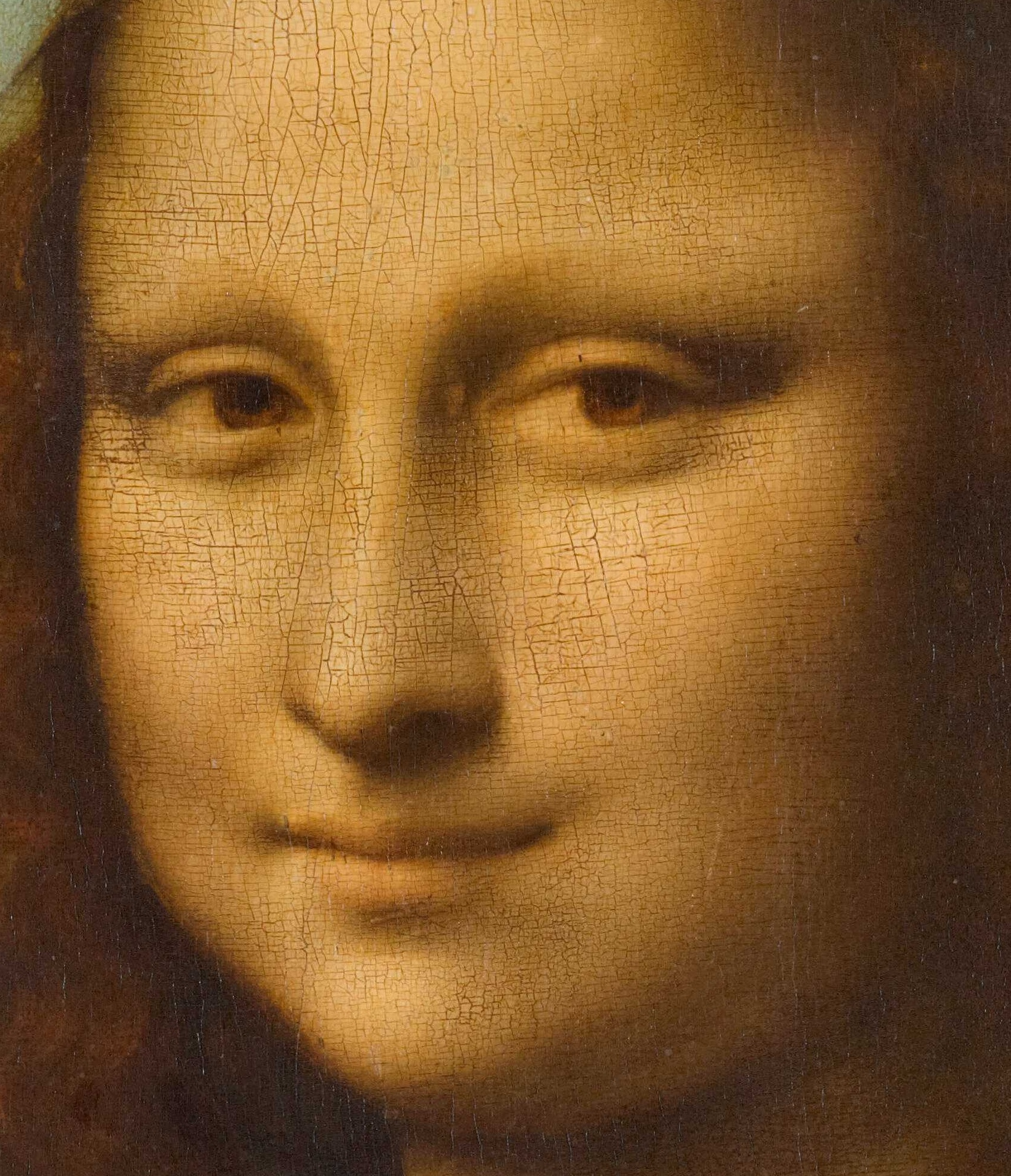
スフマートを用いて描かれたモナ・リザの拡大図。

スフマート（イタリア語: Sfumato）は、深み、ボリュームや形状の認識を造り出すため、色彩の透明な層を上塗りする絵画の技法。特に、色彩の移り変わりが認識できない程に僅かな色の混合を指す。レオナルド・ダ・ヴィンチ（1452年 - 1519年）ほか16世紀の画家が創始したとされる。
イタリア語の「スフマート」は「くすんだ」という付帯的な意味もある、「薄れる」という意味合いの言葉であり、これはイタリア語で「煙」を意味するフモ（fumo）という言葉の派生語である。
スフマート技法が使用されている有名な例の一つに、レオナルド・ダ・ヴィンチが描いた「モナ・リザ」がある。これは、モナ・リザの口の周囲にスフマート技法が施されているためであり、口の周りにある影は微笑んでいる結果現れているものなのか、あるいは陰影をつけた結果微笑のように見えているものなのかがしばしば議論の対象となっている。